# Shahrestān di Ajabshir
Lo shahrestān di Ajabshir (farsi شهرستان عجب‌شیر) è uno dei 19 shahrestān della provincia dell'Azerbaigian Orientale, in Iran. Il capoluogo è Ajabshir ed è suddiviso in 2 circoscrizioni (bakhsh):
- Centrale (بخش مرکزی)
- Chayghaleh (بخش چایقلعه‌)